# Dunstanville (Familie)
Die Familie Dunstanville war eine anglonormannische Familie des Ritterstandes. 
Erstmals erwähnt wird die Familie in den 1090er Jahren, als Walter de Dunstanville, sein Bruder Robert und sein Sohn Adam als Zeugen einer Urkunde des englischen Königs Wilhelm Rufus erwähnt werden. Ursprünglich stammte die Familie wohl aus Dénestanville in der Normandie. Robert de Dunstanville diente wohl auch Arnulf de Montgomery, und als Vasallen der Familie Montgomery kam die Familie in den Besitz von Ländereien in Sussex und Shropshire. Reginald I de Dunstanville und seine Frau Adeliza, die vermutlich eine Tochter von Humphrey de Insula war, besaßen um 1114 Besitzungen in Wiltshire. Humphrey de Insula wird im Domesday Book von 1086 als Grundbesitzer in Wiltshire erwähnt, durch die Heirat mit seiner Tochter Adeliza kam Reginald wohl in den Besitz von dessen Ländereien. Reginald und Adeliza waren vermutlich die Eltern von Reginald II de Dunstanville und dessen Schwester Gundreda, die 1130 in Wiltshire erwähnt werden. 
Dagegen war Reginald de Dunstanville, 1. Earl of Cornwall offensichtlich nicht mit der Familie verwandt. Er wurde von dem Chronisten Ordericus Vitalis als Dunstanville bezeichnet, und mit einem Hugh Dunstanville als seinen Beamten sowie mit Robert de Dunstanville gehörten Mitglieder der Familie Dunstanville oft zu seinem Gefolge. Als Gefolgsleute von Earl Reginald unterstützten Robert de Dunstanville und auch Alan de Dunstanville (fl. 1141) während der Anarchie Kaiserin Matilda und deren Sohn, den zukünftigen König Heinrich II. Roberts Erbe wurde sein Neffe Walter de Dunstanville I. Mit dessen Enkel Walter III de Dunstanville starb die Hauptlinie der Familie in Wiltshire 1270 in männlicher Erbfolge aus. Alan de Dunstanville II, ein Bruder von Walter I, begründete einen Zweig der Familie in Oxfordshire, der jedoch bereits mit seinen Söhnen 1234 ausstarb.
Mitglieder der Familie erwarben während des 12. und 13. Jahrhunderts zwar Besitzungen in Wiltshire, Shropshire, Sussex, Cornwall und Oxfordshire, doch sie stiegen nie über den Ritterstand hinaus. Im 13. Jahrhundert gehörte die Familie zu den reicheren Familien des Ritterstandes, und auch jüngeren Söhnen der Familie gelang der Aufstieg im Dienst der englischen Könige. In der nationalen Politik spielte die Familie nie eine Rolle.